# Gyrotaenia spicata
Gyrotaenia spicata är en nässelväxtart som först beskrevs av Hugh Algernon Weddell, och fick sitt nu gällande namn av Hugh Algernon Weddell. Gyrotaenia spicata ingår i släktet Gyrotaenia och familjen nässelväxter. Inga underarter finns listade i Catalogue of Life.